# Johan Voltmar
Johan Voltmar (født ca. 1685) var en tyskfødt musiker og komponist, der med sin familie boede i København fra omkring 1711.
Efternavnet Voltmar udtales som Foltmar, og flere af hans sønner stavede deres navn på sidstnævnte måde. Johan Voltmar vides at have haft mindst 3 døtre og 4 sønner, der alle var kunstnerisk begavede.
Johan Voltmar omtales som oboist ved Grenaderregimentet, men blev siden en af kongens hofvioloner, det vil sige han spillede i Det Kongelige Kapel. Hans kone Anna Margretlie Elisabeth Voltmar synes også at have været i besiddelse af en del kunstnerisk talent. Forældrene opdrog og underviste selv deres børn, og de 2 ældste af drengene Herman Friedrich Voltmar og Johan Foltmar blev begge professionelle musikere, mens de to yngste Christian Ulrich Foltmar og Christoffer Foltmar først og fremmest var billedkunstnere, men også velbefarne i musikken.
Af Johan Voltmar kender man til en fløjtesonate og en koncert for 4 fløjter, 2 violiner og bas.